# Manuel de création graphique
Manuel de création graphique (en allemand : Methodik der Form- und Bildgestaltung, en anglais : Graphic Design Manual) est un ouvrage du graphiste et enseignant suisse Armin Hofmann, publié en 1965 aux éditions Niggli. Au moment de la publication, Hofmann enseigne le graphisme depuis 18 ans à l'école de design de Bâle (Allgemeine Gewerbeschule, AGS). Le livre constitue une synthèse de son enseignement, et est illustré par des exercices effectués dans la classe de graphisme de l'AGS.

## Structure du livre
L'ouvrage est divisé en quatre sections :
- Introduction
- Le point
- La ligne
- Confrontation
- L'écriture et le signe

Le livre est préfacé par George Nelson, un designer représentatif du modernisme américain.

## Réception du livre
La parution de ce livre participe à la diffusion du style suisse dans le monde du graphisme. À l'école de design de Yale, où des enseignants comme Paul Rand sont très ouverts au modernisme européen, ce livre a un fort impact, avec l'ouvrage de Josef Müller-Brockmann Les problèmes d'un artiste graphique, publié quatre ans auparavant. Comparé à l'ouvrage de Müller-Brockmann qui met en avant les structures géométriques et leurs applications professionnelles rigoureuses, le livre de Hofmann présente une approche visuelle plus poétique, personnelle et intuitive, basée sur l'exploration et le jeu des formes.
Le graphiste Michael Bierut déclare que la découverte de ce livre dans une bibliothèque à Parma, en Ohio, a changé sa vie.

## Rééditions
Le livre a connu plusieurs rééditions. Après la première édition de 1965, une deuxième édition voit le jour en 1966, une troisième en 1973.

### Édition révisée,4eédition, 1988
Le quatrième de couverture de l'édition de 1988 indique qu'il s'agit d'une "version nouvelle entièrement revue". La pagination est toujours de 200 pages, identique à l'édition originale.